# Tylimanthus anderssonii
Tylimanthus anderssonii là một loài rêu tản trong họ Acrobolbaceae. Loài này được (Ångström) A. Evans miêu tả khoa học lần đầu tiên năm 1898.